# Euphylidorea burdicki
Euphylidorea burdicki är en tvåvingeart som först beskrevs av Alexander 1964.  Euphylidorea burdicki ingår i släktet Euphylidorea och familjen småharkrankar. Inga underarter finns listade i Catalogue of Life.